# Giant Center
Giant Center je víceúčelová aréna nacházející se ve městě Hershey ve státě Pensylvánie v USA. Otevření proběhlo v roce 2002. Aréna je domovským stadionem týmu AHL Hershey Bears, který je farmou týmu NHL Washington Capitals. 
Hala byla postavena v roce 2002 a nahradila tak Hersheypark Arénu, která byla domácím  stadionem  místního hokejového týmu od roku 1936. První velkou událostí byl koncert Cher, 15. října 2002 jako součást její koncertního turné. Aréna byla místem konání pěvecké soutěže American Idol. Před sezónou 2015/2016 proběhla instalace nového produkčního systému haly.
Nejnavštěvovanějším koncertem byl v roce 2016 koncert country star Carrie Underwood a nejnavštěvovanějším hokejovým zápasem bylo finále Calder Cupu v roce 2010 mezi Texas Stars a Hershey Bears v šestém zápase finalové serie. V roce 2016 byl stadion jedním z míst předvolebních mítinků Donalda Trumpa.